# 赤狄
赤狄，亦作赤翟，是中国春秋时期的一个北狄支系，因崇尚赤衣而得名，由潞氏、皋落氏、甲氏、留吁、铎辰、廧咎如等十五个氏族组成。曾為晉國的附庸，後為晉國所滅。《史記》記載赤狄部落後来加入匈奴。

## 歷史
公元前660年，赤狄南下侵扰邢国、熒澤之戰攻破卫国首都朝歌，齐桓公率领郑国、宋国等周朝諸侯“救邢安卫”抵御狄人，将邢国迁到夷仪，卫国迁到楚丘，筑城防备。同年，晋国太子申生讨伐赤狄的别种東山皋落氏。前653年，晋国大夫里克在采桑之战击败狄人。前650年，赤狄攻灭温国。前647年，赤狄再次攻打卫国，围攻楚丘，齐桓公率领诸侯帮助卫国建立楚丘外城，防御赤狄。前646年，赤狄人攻打郑国。前644年，赤狄乘韩原之战晋国败于秦国之时，率军攻打晋国的狐、厨、受铎，渡过汾水，到达昆都。齐桓公去世后，宋襄公护送齐孝公回国即位。前642年，赤狄援救公子潘、公子商人、公子元、公子雍等四公子。同年冬，邢国联合赤狄讨伐卫国。前640年秋，为了平息卫、邢二国之争，齐国与狄人在邢都夷仪会盟。前639年春，狄为邢国，再次侵卫。
前636年，郑国进攻滑国。周襄王派伯服、游孙伯劝说郑国不要进攻滑国。郑文公逮捕了伯服和游孙伯。周襄王大怒，准备带狄人进攻郑国。同年夏，狄军进攻郑国，占领了栎地。周襄王把狄君的女儿立为王后。王后与王弟甘昭公私通，甘昭公攻打周襄王，周襄王只好投奔郑国。次年，晋文公击杀甘昭公，送周襄王回到洛邑王城。
前630年春，晋国入侵郑国，狄人趁机在同年夏入侵齐国。前629年冬，狄人包围卫国，卫国从楚丘迁都到帝丘。前628年夏，狄人发生动乱，卫国攻打狄人，狄人请求讲和。秋，卫和狄结盟。因为晋文公去世，不能顾及派兵支援齐国。狄人于是在前627年入侵齐国。之后，狄人攻打晋国，到达箕地。八月二十二日，晋襄公在箕之战打败狄军。郤缺俘虏了白狄子，先轸因为之前不尊敬晋襄公而有愧，冲入敌阵战死。
前623年夏，狄人再次入侵齐国。前620年夏，狄人侵袭鲁国西部边境，鲁文公派使者报告晋国。赵盾派贾季去问责狄君酆舒。酆舒问贾季：“赵衰、赵盾哪一个贤明？”贾季回答：“赵衰，是冬天的太阳；赵盾，是夏天的太阳。”前618年夏，狄人再次入侵齐国。前617年冬，狄人再次入侵宋国。前616年秋，鄋瞒侵袭齐国、鲁国。十月初三日，鲁国叔孙得臣在咸地打败狄人，俘虏了长狄侨如。前614年冬，狄人入侵卫国。
前606年秋，赤狄入侵齐国，这时白狄脱离赤狄，归附晋国。之前《春秋》经传称呼赤狄只称为狄，此时白狄、赤狄分裂，开始有赤狄的称呼。前604年夏，赤狄再次入侵齐国。前603年，赤狄入侵晋国的怀和邢丘，晋景公想要讨伐赤狄，中行桓子认为时机不成熟。前602年秋，赤狄入侵晋国，割取了向阴的谷子。前596年秋，先縠召赤狄进攻晋国，到达清地。前594年，晋国元帅中行桓子攻灭赤狄的主干潞氏，晋景公赏给他狄国的臣民一千家，第二年晋国又消灭了赤狄的其余诸部甲氏、留吁等。前588年，晋国消灭廧咎如，基本统一晋南地区。山西省运城市垣曲县皋落乡自古有“赤狄之都”之称，当地亦有相应的遗迹。
《史記》〈匈奴列傳〉將赤狄列為匈奴前身之一。《魏書》認為高車源自赤狄。《蒙古源流》有類似的說法。
有記載認為赤狄與白狄起源於山戎。

## 學術考證
中華人民共和國學者蘇日巴達拉哈主張蒙古族源自古代高車，中國歷史所稱的北狄，為蒙古族先祖。學者馬長壽認為，匈奴與丁零，與春秋時所說的北狄、赤狄，均為阿爾泰語系的蒙古種族草原部落，此說獲得林劍鳴等學者支持。翦伯贊在《中國史綱要》中認為赤狄為蒙古族的先祖之一。
中華人民共和國學者林澐認為，赤狄是由先秦華夏人群分裂出來的先秦北狄部落一支，又指出從新石器時代到春秋戰國之際生活在北方長城地帶的戎狄人群與漢代匈奴和鮮卑明顯分屬不同的種系，北亞蒙古人種特徵較為明顯的遺骸在戰國時期才出現於北方長城地帶。
學者宋亦箫主張北狄是鬼方的后裔